# Ljubomir Ljubojević
Pour les articles homonymes, voir Ljubojević.
Cet article utilise la notation algébrique pour décrire des coups du jeu d'échecs.
Ljubomir Ljubojević (en cyrillique serbe : Љубомир Љубојевић), né le 2 novembre 1950 à Užice (actuelle Serbie), est un grand maître international d'échecs serbe. Champion de Yougoslavie en 1977 et 1982, il a participé à douze olympiades d'échecs. En janvier et juillet 1983 puis en  janvier 1984, Ljubojevic était classé troisième au classement de la Fédération internationale des échecs.  Il a remporté le prestigieux tournoi de Wijk aan Zee en 1976, le tournoi de Linares en 1985 et le Melody Amber en 1993. Il termina 1er ex aequo avec Garry Kasparov au tournoi de Barcelone (catégorie XV) en 1989 qui faisait partie de la coupe du monde GMA (1988-1989) où il finit cinquième du classement général.
Au 1er juillet 2013 son classement Elo est de 2 571 points Elo. Ljubojević joue actuellement pour la Serbie mais vit à Linares en Espagne.

## Biographie et carrière

### Premiers succès

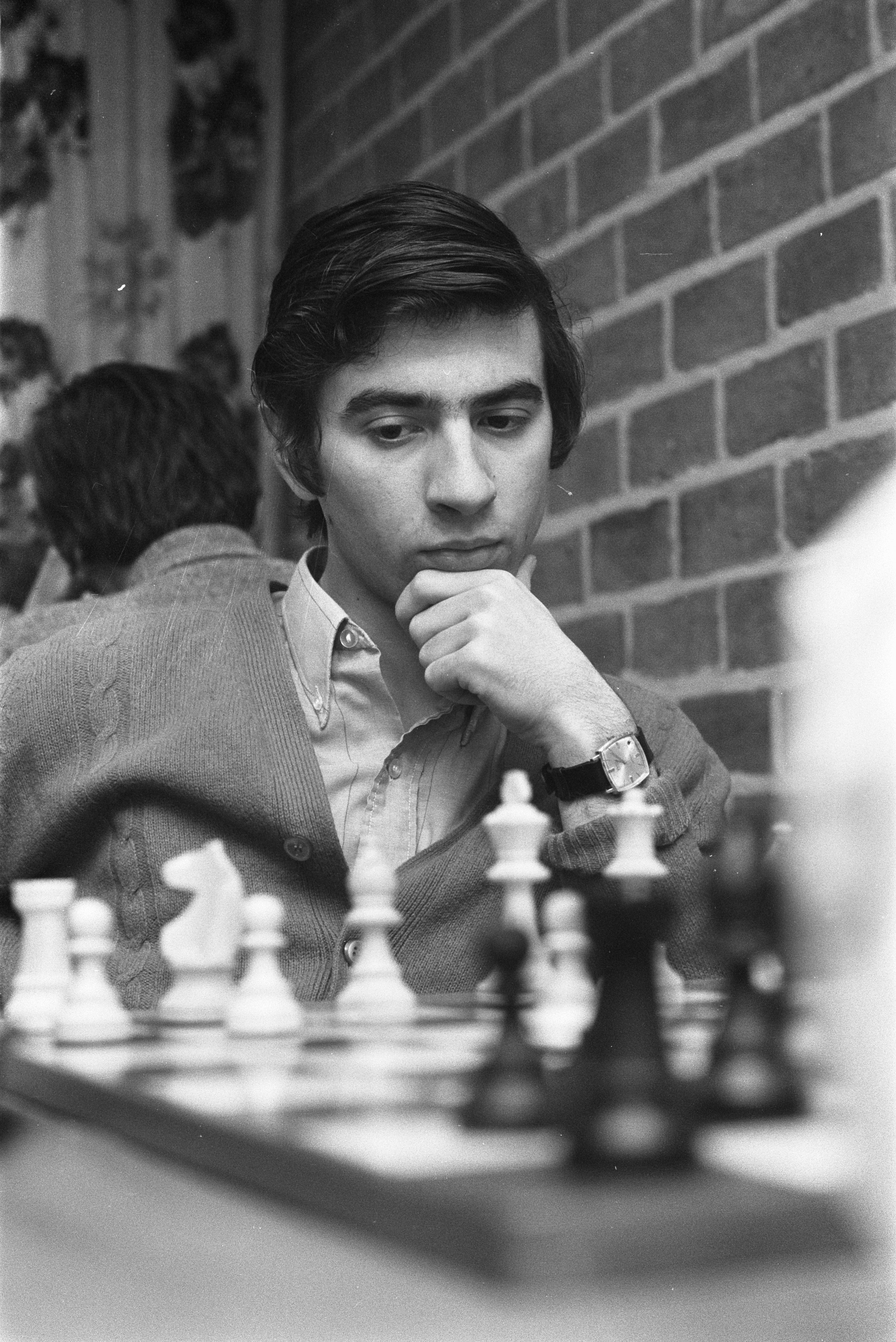
Ljubojevic en 1972

En 1969-1970, Ljubojevic finit deuxième du championnat d'Europe d'échecs junior à Groningue. En 1970, il fut invité au tournoi de grands maîtres de Sarajevo et finit premier avec Bruno Parma.

### Titres
Il obtient le titre de maître international en  1970 et le titre de Grand maître international en 1971.
Il fut champion de Yougoslavie en 1977 (titre partagé) et 1982.

### Palmarès
Dans les années 1970 et 1980, Ljubojevic remporta les tournois de
- Čačak 1970,
- le tournoi de Sarajevo en 1970,
- Palma de Majorque 1971,
- Caorle 1972,
- Las Palmas 1974 et 1975,
- Oresme 1974,
- Amsterdam 1975 (tournoi IBM) et 1986 (tournoi OHRA),
- Manille 1975,
- le tournoi de Wijk aan Zee en 1975 (ex æquo avec Friðrik Ólafsson),
- Titovo Užice 1978,
- Sao Paulo 1979 (ex æquo avec Kortchnoï),
- Buenos Aires 1979 (ex æquo avec Kortchnoï) et 1981,
- Puerto Madryn 1980,
- Brasilia 1981,
- le  tournoi de Linares en 1985 (vainqueur au départage devant Robert Hübner),
- New York 1985,
- le tournoi d'échecs de Reggio Emilia en 1985-1986,
- le tournoi SWIFT de Bruxelles en 1987 (ex æquo avec Kasparov et devant Karpov),
- Belgrade 1987,
- Viña del Mar 1988
- et Barcelone (coupe du monde GMA) en 1989 (ex æquo avec Kasparov).

En 1989, il finit troisième du tournoi de Linares remporté par Ivantchouk devant Karpov.

### Tournois interzonaux
Dans les années 1980, Ljubojevic était parmi les tout meilleurs joueurs du monde, étant notamment classé troisième au classement Elo en 1983 (avec 2 645 points aux classements de janvier et juillet) et de janvier 1984, mais il ne réussit pas à être parmi les candidats admis à participer aux championnats du monde.  En 1973, il finit 9e-10e du tournoi interzonal de Petropolis (9 points sur 17). En 1976, il finit 5e-6e du tournoi interzonal de Manille (11,5 / 19). En 1979, il termina treizième de l'interzonal de Riga (6,5 points sur 17). Il ne participa pas aux tournois interzonaux de 1982. En 1985, il finit 7e-9e de l'interzonal de Bienne (9,5 points sur 17). En 1987, il fut septième de l'interzonal de Szirak (10 points sur 17). En 1990, à l'interzonal de Manille, Ljubojevic finit à un demi-point de la dernière place qualificative pour le tournoi des candidats. Lors du tournoi qualificatif de la PCA disputé à Groningue en 1993, il marqua la moitié des points (5,5 / 11). Il ne participa pas à l'interzonal FIDE de Bienne en 1993.

## Style de jeu
Il a battu presque tous les grands maîtres de premier plan, notamment Anatoli Karpov et Garry Kasparov.
Il est considéré comme un des pionniers de l'utilisation de la formation en hérisson dans les années 1970, système par la suite adopté par certains des plus forts joueurs mondiaux.

### Une partie avec le système du hérisson
Wolfgang Uhlmann-Ljubomir Ljubojević, Amsterdam, 1975
1. c4 c5 2. Cf3 Cf6 3. Cc3 e6 4. g3 b6 5. Fg2 Fb7 6. d4 cxd4 7. Dxd4 a6 8. 0-0 d6! 9. b3 Cbd7! 10. Fb2 Fe7 11. Tfd1 0-0 12. e4 Db8! 13. Cd2 Tc8 14. De3 b5!? 15. cxb5 axb5 16. a3 Fc6 17. b4!? (17. Cf3) Cb6 18. Tac1 Cg4! 19. Df4?! (19. De2) Ce5 20. Ff1 Cbc4 21. Cxc4 Fg5! 22. Cxe5! Fxf4 23. Cxc6 Fxc1! 24. Cxb8 Fxb2 25. Cxb5 Tcxb8 26. Tb1 Fxa3 27. Tb3 Fc1 28. Cxd6 Ta4 29. b5 Fa3 30. Cc4 Fc5 31. Ce5 Ta2 32. Tf3 Td8 33. Fc4 Tc2 34. Fb3 Tb2 35. Rg2 Tdd2 36. Cd3 Txb3 37. Cxc5 Txf3 0-1.

## Liens externes

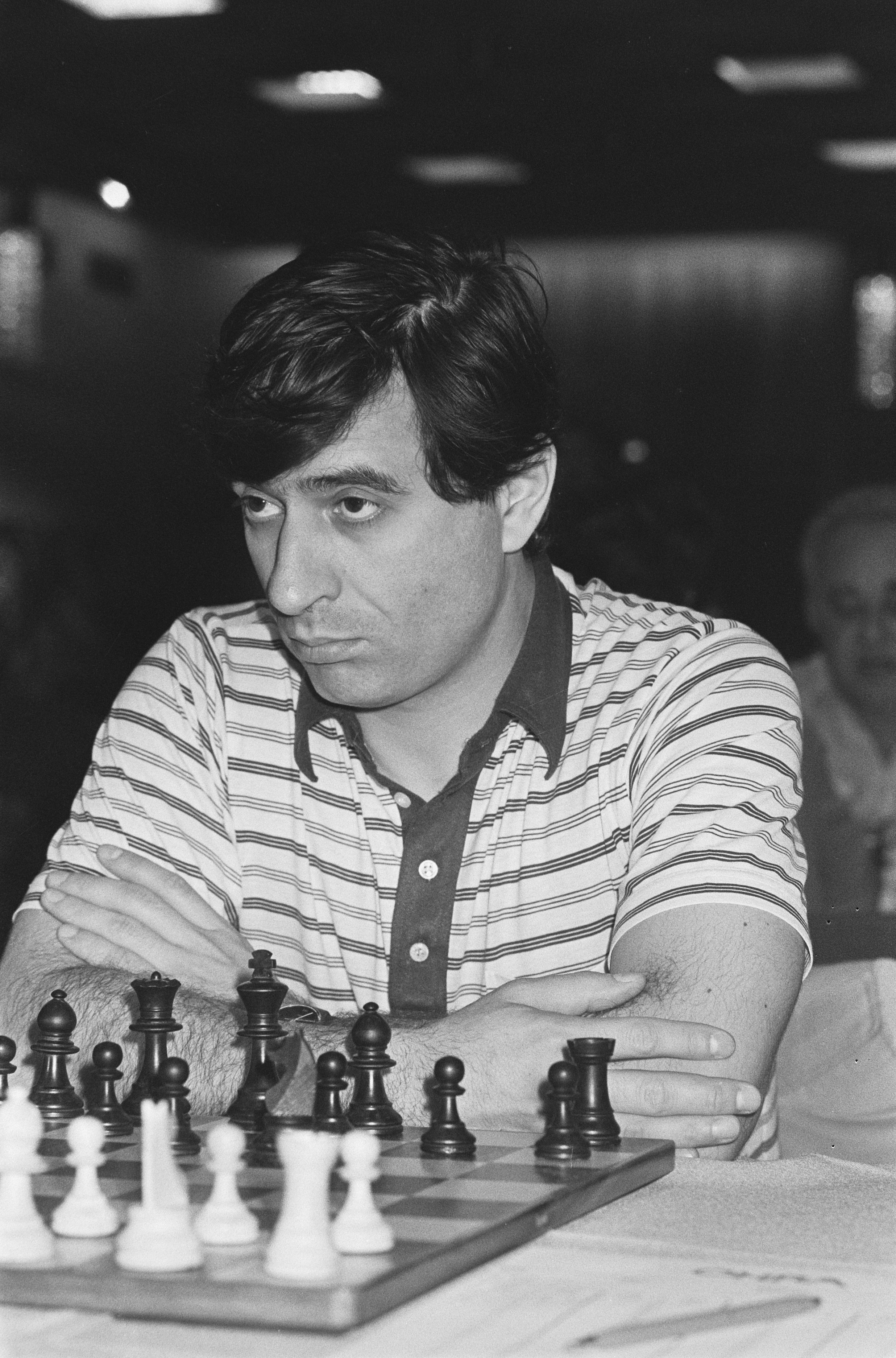
Ljubomir Ljubojević au tournoi OHRA en 1986.